# Revenge of the Green Dragons
Revenge of the Green Dragons is een Amerikaanse film uit 2014 onder regie van Wai-keung Lau en Andrew Loo. De film ging in première op 10 september op het Internationaal filmfestival van Toronto.

## Verhaal
Twee broers, Sonny en Steven, emigreren naar Amerika in de jaren 1980 en sluiten zich aan bij een bende The Green Dragons in Chinatown  in New York. Ze werken zich al snel hogerop. Na een ongelukkige liefdesaffaire keert Sonny zich tegen zijn broer en tegen de bende die hem gemaakt heeft tot wat hij nu is.

## Rolverdeling
| Acteur         | Personage      |
| -------------- | -------------- |
| Ray Liotta     | Michael Bloom  |
| Justin Chon    | Sonny          |
| Kevin Wu       | Steven         |
| Harry Shum jr. | Paul Wong      |
| Jim Auyeung    | Detective Tang |
| Shuya Chang    | Tina           |
| Carl Li        | Chicken Wing   |
| Leonard Wu     | Chen I Chung   |

## Productie
Het filmen begon in juni 2013 in Chinatown in de New Yorkse borough Manhattan. Er werd ook gefilmd in de boroughs Brooklyn en Queens. De film kreeg overwegend negatieve kritieken van de critici en de toeschouwers.